# أوروبا والعالم الإسلامي تاريخ بلا أساطير (كتاب)
أوروبا والعالم الإسلامي تاريخ بلا أساطير (بالفرنسية: L'Europe et l'Islam: Quinze siècles d'histoire) هو كتاب من تأليف هنري لورنس - جون تولان - جيل فاينشتاين صدر باللغة الفرنسية سنة 2009. وترجمه إلى العربية بشير السباعي سنة 2016م.
في هذا الكتاب، يعيد ثلاثة مؤرخين أوروبيين بارزين إحياء التاريخ المديد بين الشرق والغرب منذ عام 633م عندما تنازعت جيوش الدولة الإسلامية في المدينة المنورة والقسطنطينية (الدولة البيزنطية) السيطرة على بلاد الشام، وحتى الآن، مروراً بتفكك بيزنطة، وبالحملات الصليبية وبالأندلس المسلمة والاسترداد المسيحي والتبادلات والنزاعات التي عرفها القرن الثامن عشر ومرورًاً كذلك بالإمبراطورية العثمانية، والاستعمار الأوروبي ونزع الاستعمار، لم تتوقف الصلات بين أوروبا والعالم الإسلامي. ومع أن أهمية هذه الصلات وثراءها وتنوعها من الأمور الجلية إلى حد بعيد لمن يعرف تاريخها فإنها ليست بهذه الدرجة من الجلاء للجميع، فكان هذا الكتاب دراسة عميقة للعلاقات بين أوروبا والعالم الإسلامي منذ ظهور الإسلام إلى الآن.

## وصلات خارجية
- معلومات أكثر عن الكتاب